# Dominika Michailidu
Dominika Poživilová Michailidu (* 20. srpna 1980 Karviná) je česká politička a výtvarnice, od ledna do listopadu 2024 čtvrtá místopředsedkyně České pirátské strany, v níž zastávala od srpna 2014 do dubna 2016 funkci druhé místopředsedkyně, od roku 2018 zastupitelka obce Krnsko.

## Život
Vystudovala obor módní návrhář na Technické univerzitě v Liberci, kde promovala v roce 2002 (získala titul Bc.). V roce 2006 absolvovala stáž na ASP Krakow v oboru architektura interiéru a design nábytku. O rok později úspěšně zakončila studia oboru textilní výtvarník na Fakultě umění a designu Univerzity Jana Evangelisty Purkyně v Ústí nad Labem (získala titul MgA.).
Mezi její výstavy patří:
- 2004 Omalovánky (Ostrava)
- 2005 Hokus (Karviná)
- 2008 Ostrava Art (SVUT)
- 2012 Ostrava Art (SVUT)
- 2014 Absintový klub Les (Ostrava)
- 2014 Sbor českých bratří (Mladá Boleslav)[3]

Dominika Poživilová Michailidu žije v obci Krnsko v okrese Mladá Boleslav, kde vyřizuje administrativu a podílí se na vedení manželova rodinného statku. Mají tři děti.

## Politické působení
Do České pirátské strany vstoupila v dubnu 2012 a už na podzim 2012 za ni kandidovala v krajských volbách do Zastupitelstva Středočeského kraje, ale neuspěla. Stejně tak neúspěšně dopadla i její kandidatura za Piráty ve volbách do Poslanecké sněmovny PČR v roce 2013 ve Středočeském kraji, byla lídryní kandidátky.
Dne 2. srpna 2014 byla zvolena na celostátním fóru v Praze 2. místopředsedkyní České pirátské strany. Na podzim téhož roku pak za Piráty kandidovala v komunálních volbách v Krnsku, avšak ani tentokrát neuspěla. V politice se angažovala například i výzvou adresovanou ministru kultury ČR Danielu Hermanovi, aby se zasadil o reformu autorského zákona kvůli Ochrannému svazu autorskému, který požadoval poplatky za údajná autorská práva i na lidové písničky. V dubnu 2016 skončila v pozici místopředsedkyně strany. V roce 2018 byla zvolena do zastupitelstva obce Krnsko, kde funguje také jako předsedkyně kontrolního výboru. V Pirátské straně působí jako vedoucí středočeského krajského expertního týmu pro oblast zemědělství a životní prostředí, dále je členkou republikového výboru. V komunálních volbách v roce 2022 obhájila post zastupitelky obce Krnsko, a to jako členka Pirátů na kandidátce subjektu „NOVÉ KRNSKO A ŘEHNICE“.
V lednu 2024 byla zvolena čtvrtou místopředsedkyní strany, když ve funkci nahradila Martina Jiránka. V krajských volbách v roce 2024 neúspěšně kandidovala do Zastupitelstva Středočeského kraje. V listopadu 2024 skončila ve funkci 4. místopředsedkyně strany.
Ve sněmovních volbách v roce 2025 kandiduje na 4. místě kandidátní listiny hnutí Kruh v Praze.